# Pararge mezzaluna
Pararge mezzaluna är en fjärilsart som beskrevs av Hermann Stauder 1924. Pararge mezzaluna ingår i släktet Pararge och familjen praktfjärilar. Inga underarter finns listade i Catalogue of Life.